# Rolando Garibotti
Pas d'image ? Cliquez ici
Rolando « Rolo » Garibotti est un alpiniste professionnel, écrivain et guide de haute montagne, de nationalité argentine et américaine. Originaire de San Carlos de Bariloche en Argentine, il réside à Boulder, dans le Colorado.

## Ascensions notables
- 2001 : Infinite Spur, mont Foraker, chaîne d'Alaska, Alaska, États-Unis. Il s'agit de la cinquième ascension de cette voie qu'il réalise en compagnie de Steve House les 9–10 juin 2001 en 25 heures (pour atteindre le sommet). Les deux hommes mettent 20 heures pour redescendre[1] ;
- 2005 : El Arca de los vientos, Cerro Torre, Patagonie. Première ascension en compagnie d'Ermanno Salvaterra et Alessandro Beltrami. Ils atteignent le sommet le 13 novembre 2005[2] ;
- 2008 : Torre Traverse, (VI 5.11 A1 WI6 Mushroom Ice 6, 2 200 m) Garibotti accomplit la première traversée du massif du Cerro Torre en compagnie de Colin Haley du 21 au 24 janvier 2008. Ce groupe de montagnes est situé en Patagonie, dans le Sud de l'Argentine. La Torre Traverse relie, du nord au sud, la ligne de crêtes qui passe par les sommets de l'Aguja Standhardt, la Punta Herron, la Torre Egger et le Cerro Torre avec environ 2 200 m de dénivelée positive. Pour avoir une efficacité maximale, Haley et Garibotti se répartissent les sections en fonction de leurs spécialités : Haley prend la tête sur les sections recouvertes de glace et de givre, et Garibotti prend la tête sur les sections d'escalade pure[3],[4].

## Engagements en faveur de l'alpinisme
Rolando Garibotti a rassemblé une douzaine d'alpinistes et de gardes pour restaurer les chemins dégradés du parc national Los Glaciares, en Patagonie.

## Distinctions
En avril 2009, le gouvernement italien lui décerne le titre de chevalier de l'ordre de l'Étoile de la solidarité italienne (Cavaliere dell'Ordine della Stella della solidarietà italiana), en reconnaissance de ses exploits sportifs.